# 亨克-扬·兹沃莱
亨克-扬·兹沃莱（荷蘭語：Henk-Jan Zwolle，1964年11月30日—），荷兰男子赛艇运动员。他曾代表荷兰参加1988年、1992年和1996年夏季奥林匹克运动会赛艇比赛，获得一枚金牌和一枚铜牌。